# Kabinett Sturgeon I
Das Kabinett Sturgeon I war die siebte Schottische Regierung vom 19. November 2014 bis zum 18. Mai 2016. Sie war eine Alleinregierung der Scottish National Party, die bei der Parlamentswahl in Schottland 2011 eine Absolute Mehrheit erhielt. Der First Minister war Nicola Sturgeon. Sie trat am 20. November 2014 die Nachfolge von Alex Salmond an, der zurücktrat, nachdem das Schottische Unabhängigkeitsreferendum 2014 gescheitert war.

## Regierung

### Kabinettsmitglieder
(Cabinet Secretaries, falls nicht anders erwähnt)
| Amt                                                                      | Bild | Name                | Partei | Partei    | Amtszeit  |
| ------------------------------------------------------------------------ | ---- | ------------------- | ------ | --------- | --------- |
| First Minister                                                           |      | Nicola Sturgeon     |        | SNP       | 2014–2016 |
| Deputy First Minister                                                    |      | John Swinney        | SNP    | 2014–2016 |           |
| Minister für Finanzen, Verfassung und Wirtschaft                         |      | John Swinney        | SNP    | 2014–2016 |           |
| Minister für Infrastruktur, Investment und Stadtentwicklung              |      | Keith Brown         | SNP    | 2014–2016 |           |
| Ministerin für Faire Arbeit, Fähigkeiten und Schulungen                  |      | Roseanna Cunningham | SNP    | 2014–2016 |           |
| Ministerin für Bildung und lebenslanges Lernen                           |      | Angela Constance    | SNP    | 2014–2016 |           |
| Ministerin für Gesundheit, Wohlbefinden und Sport                        |      | Shona Robison       | SNP    | 2014–2016 |           |
| Minister für Soziale Gerechtigkeit, Kommunalverwaltung und Rentnerrechte |      | Alex Neil           | SNP    | 2014–2016 |           |
| Minister für Justiz                                                      |      | Michael Matheson    | SNP    | 2014–2016 |           |
| Minister für Ländliche Angelegenheiten, Ernährung und Umwelt             |      | Richard Lochhead    | SNP    | 2014–2016 |           |
| Ministerin für Kultur, Europa und Außenbeziehungen                       |      | Fiona Hyslop        | SNP    | 2014–2016 |           |

### Staatssekretäre
| Staatssekretäre(Junior Minister)              | Name             | Partei | Partei    | Amtszeit  |
| --------------------------------------------- | ---------------- | ------ | --------- | --------- |
| Unternehmen, Energie und Tourismus            | Fergus Ewing     |        | SNP       | 2014–2016 |
| Angelegenheiten des Parlaments                | Joe FitzPatrick  | SNP    | 2014–2016 |           |
| Transport und Inseln                          | Derek Mackay     | SNP    | 2014–2016 |           |
| Jugend und weibliche Beschäftigung            | Annabelle Ewing  | SNP    | 2014–2016 |           |
| Kinder und junge Menschen                     | Aileen Campbell  | SNP    | 2014–2016 |           |
| Bildung, Wissenschaft und Schottische Sprache | Alasdair Allan   | SNP    | 2014–2016 |           |
| Gesundheitsdienste                            | Maureen Watt     | SNP    | 2014–2016 |           |
| Sport, Wohlbefinden und mentale Gesundheit    | Jamie Hepburn    | SNP    | 2014–2016 |           |
| Kommunen                                      | Marco Biagi      | SNP    | 2014–2016 |           |
| Wohnungsbau                                   | Margaret Burgess | SNP    | 2014–2016 |           |
| kommunale Sicherheit                          | Paul Wheelhouse  | SNP    | 2014–2016 |           |
| Umwelt, Klimawandel und Landreform            | Aileen McLeod    | SNP    | 2014–2016 |           |
| Europa und Entwicklung                        | Humza Yousaf     | SNP    | 2014–2016 |           |

Der Lord Advocate (Generalstaatsanwalt), derzeit Frank Mulholland, wird auch zu den Mitgliedern des Kabinetts gezählt, ist jedoch kein Minister und nimmt seit 2007 auch nicht mehr an den Kabinettssitzungen teil.